# Diadelia x-fascioides
Diadelia x-fascioides là một loài bọ cánh cứng trong họ Cerambycidae.